# 毛药花属
毛药花属（学名：Bostrychanthera）是唇形科下的一个属，为直立草本植物。该属仅有毛药花（Bostrychanthera deflexaBenth）一种，星散分布于台湾以及中国大陆的福建、广东、广西、贵州、四川及湖北的亚热带山地。